# Affaire Vilain contre Ministère public
Affaire Vilain contre Ministère public ou Vilain contre Ministère public est un feuilleton télévisé français, en 19 épisodes de 13 minutes, en noir et blanc, réalisé par Robert Guez, sur un scénario de Daniel Anselme, et diffusé à partir du 18 novembre 1968 sur la première chaîne de l'ORTF.

## Synopsis
Ce feuilleton met en scène le travail d'une jeune avocate stagiaire lors d'une affaire mettant en cause un jeune homme.

## Distribution
- Bernard Verley : Jean Vilain
- Jean-Pierre Andréani : Salicatti
- Victor Lanoux : Georges
- Marcello Pagliero : Feldberg
- Danielle Argence : Sophie, l'avocate-stagiaire
- Sylvia Saurel : Faustine
- Michel Sorgues : Paul
- Annick Blancheteau : Francine
- Monique Mousi : Colette
- Robert Vattier : le juge
- James Sparrow : le jeune étranger